# Ba môn phối hợp tại Thế vận hội Mùa hè 2020
Các cuộc thi ba môn phối hợp tại Thế vận hội Mùa hè 2020 ở Tokyo có năm mươi lăm vận động viên thi đấu ở mỗi nội dung nam và nữ. Thế vận hội 2020 đã bị hoãn tới 2021 vì đại dịch COVID-19. Nó cũng đã thêm nội dung tiếp sức đội hỗn hợp mới.

## Thể thức thi đấu
Ba môn phối hợp Thế vận hội bao gồm ba phần; một phần bơi 1,5 km (0,93 mi), đạp xe 40 km (25 mi) và chạy 10 km (6,2 mi). Các cuộc thi diễn ra dưới hình thức một sự kiện duy nhất giữa tất cả các đối thủ cạnh tranh mà không có cuộc thi loại.
Sự kiện đội hỗn hợp mới có các đội gồm bốn người (hai nam và hai nữ). Mỗi vận động viên thực hiện một cuộc ba môn phối hợp bơi 300 m (980 ft), đạp xe 8 km (5,0 mi) và chạy 2 km (1,2 mi) ở dạng tiếp sức.

## Đánh giá chuyên môn
Thời gian đánh giá kéo dài từ ngày 11 tháng 5 năm 2018 đến ngày 11 tháng 5 năm 2020. Tổng cộng 110 vận động viên (55 cho mỗi giới) đã tranh giành các vị trí được khao khát với tối đa ba người cho mỗi giới cho mỗi NOC. Các vị trí đủ điều kiện được trao đầu tiên thông qua bảng xếp hạng tiếp sức hỗn hợp của ITU vào ngày 31 tháng 3 năm 2020, với bảy NOC, mỗi NOC giành được bốn điểm hạn ngạch (hai cho mỗi giới tính). Ba NOC nữa có thể kiếm được bốn điểm hạn ngạch mỗi người tại Sự kiện đủ điều kiện Thế vận hội Tiếp sức hỗn hợp ITU 2020. Thứ hạng cá nhân của ngày 11 tháng 5 năm 2020 được xem xét tiếp theo, với 26 cá nhân hàng đầu cho mỗi giới tính đủ điều kiện, tuân theo giới hạn ba người cho mỗi NOC và bỏ qua hai người đầu tiên từ mỗi NOC vượt qua vòng loại các đội hỗn hợp. Một suất bổ sung cho mỗi châu lục sẽ thuộc về đối thủ có thứ hạng cao nhất từ NOC chưa giành được suất tham dự vòng loại. Chủ nhà Nhật Bản được đảm bảo hai suất cho mỗi giới. Hai vị trí cuối cùng cho mỗi giới tính được trao thông qua lời mời của Ủy ban Ba bên.

## Lịch trình
Tất cả thời gian và ngày tháng đều sử dụng Giờ chuẩn Nhật Bản (UTC + 9). Tất cả thời gian sự kiện có thể thay đổi. 
| Sự kiện          | Ngày tháng   | Thời gian bắt đầu |
| ---------------- | ------------ | ----------------- |
| Đơn nam          | 26 tháng bảy | 06:30             |
| Đơn nữ           | 27 tháng bảy | 06:30             |
| Tiếp sức hỗn hợp | 31 tháng bảy | 07:30             |

## Các quốc gia tham gia
Danh sách hiển thị số lượng vận động viên tham gia từ mỗi quốc gia.
- Argentina (1)
- Úc (6)
- Áo (4)
- Azerbaijan (1)
- Bỉ (4)
- Bermuda (1)
- Brasil (3)
- Canada (5)
- Chile (2)
- Trung Quốc (1)
- Cộng hòa Séc (2)
- Ai Cập (1)
- Estonia (1)
- Ecuador (1)
- Pháp (5)
- Đức (4)
- Anh Quốc (5)
- Hungary (4)
- Hồng Kông (1)
- Ireland (2)
- Israel (2)
- Ý (5)
- Nhật Bản (4)*
- Luxembourg (1)
- Maroc (1)
- México (4)
- Hà Lan (4)
- Na Uy (4)
- New Zealand (4)
- Bồ Đào Nha (3)
- Ủy ban Olympic Nga (4)
- România (1)
- Tây Ban Nha (5)
- Nam Phi (4)
- Thụy Sĩ (4)
- Syria (1)
- Ukraina (1)
- Hoa Kỳ (5)

 
* Nước chủ nhà được in đậm.

## Tóm tắt huy chương

### Bảng huy chương
| Hạng               | Đoàn               | Vàng | Bạc | Đồng | Tổng số |
| ------------------ | ------------------ | ---- | --- | ---- | ------- |
| 1                  | Anh Quốc           | 1    | 2   | 0    | 3       |
| 2                  | Na Uy              | 1    | 0   | 0    | 1       |
| 2                  | Bermuda            | 1    | 0   | 0    | 1       |
| 4                  | Hoa Kỳ             | 0    | 1   | 1    | 2       |
| 5                  | New Zealand        | 0    | 0   | 1    | 1       |
| 5                  | Pháp               | 0    | 0   | 1    | 1       |
| Tổng số (6 đơn vị) | Tổng số (6 đơn vị) | 3    | 3   | 3    | 9       |

### Sự kiện
(OB = Tốt nhất Olympic)
| Event            | Vàng                                                                            | Vàng       | Bạc                                                                     | Bạc     | Đồng                                                                        | Đồng    |
| ---------------- | ------------------------------------------------------------------------------- | ---------- | ----------------------------------------------------------------------- | ------- | --------------------------------------------------------------------------- | ------- |
| Đơn nam          | Kristian Blummenfelt · Na Uy                                                    | 1:45:04    | Alex Yee · Anh Quốc                                                     | 1:45:15 | Hayden Wilde · New Zealand                                                  | 1:45:24 |
| Đơn nữ           | Flora Duffy · Bermuda                                                           | 1:55:36    | Georgia Taylor-Brown · Anh Quốc                                         | 1:56:50 | Katie Zaferes · Hoa Kỳ                                                      | 1:57:03 |
| Tiếp sức hỗn hợp | Anh Quốc · Jess Learmonth · Jonathan Brownlee · Georgia Taylor-Brown · Alex Yee | 1:23:41 OB | Hoa Kỳ · Katie Zaferes · Kevin McDowell · Taylor Knibb · Morgan Pearson | 1:23:55 | Pháp · Léonie Périault · Dorian Coninx · Cassandre Beaugrand · Vincent Luis | 1:24:04 |